# هيرموني نوريس
هيرموني نوريس (بالإنجليزية: Hermione Norris)‏ هي ممثلة بريطانية، ولدت في 12 فبراير 1967 بإسكس في المملكة المتحدة.

## وصلات خارجية
- هيرموني نوريس على موقع IMDb (الإنجليزية)
- هيرموني نوريس على موقع ألو سيني (الفرنسية)
- هيرموني نوريس على موقع أول موفي (الإنجليزية)
- هيرموني نوريس على موقع قاعدة بيانات الأفلام السويدية (السويدية)
- هيرموني نوريس على موقع قاعدة بيانات الفيلم (الإنجليزية)
- هيرموني نوريس على موقع كينوبويسك (الروسية)